# بوسالم
بوسالم (به عربی: بوسالم) یک منطقهٔ مسکونی در تونس است که در استان جندوبه واقع شده‌است. بوسالم ۱۴٬۵۷۱ نفر جمعیت دارد.